# Alto Rio Novo
Alto Rio Novo é um município brasileiro do estado do Espírito Santo. Sua população, conforme o censo de 2022, é de 7.434 habitantes, sendo o 78° município mais populoso do estado.

## História de Alto Rio Novo
O povoado de Alto Rio Novo teve início em abril de 1921 após ser povoado por uma expedição de aventureiros em busca de novas fronteiras. A expedição que era liderada por José Marques da Silva e José Ludjério da Silva seguiu a nascente do Rio Bananal e após subir pela Serra da Cangalha no Alto Beija-Flor encontrou um rio chamando-o de Rio Novo. Ali os aventureiros se instalaram com suas famílias e o povoado ganhou o nome de Alto Rio Novo.
Esses primeiros moradores plantaram milho, feijão e arroz. O plantio de café começou em 1925 e até hoje é o principal produto do município, Alto Rio Novo já foi o maior produtor de café do ES. Entretanto, no início dos anos 90, os baixos preços do produto afugentaram muitos moradores, que venderam suas terras e migraram para Estados como Rondônia, Pará e Mato Grosso.
O plantio de café continua, mas divide espaço com outras culturas, como arroz, feijão, milho, eucalipto e banana.
Alto Rio Novo foi emancipado de Pancas em 1988 e possui topografia acidentada, com altitude que varia de 500 a 900 metros. A sede está a 500m. Monte Carmelo e Vila Palmerino são os outros distritos do município. A temperatura varia de 12 a 32 graus.
O relevo acidentado dá origem a diversas quedas d´água, entre elas a Cachoeira de Santana - Vila palmerino (21 km da sede), do Brechó (3 km da sede) e de Monte Carmelo (7 km da sede). Outras atrações são o Pico dos Abelheiros, com 900 metros de altitude, e a Igreja de São José, na praça Carlos Manoel Klen.
Lugar de clima tranquilo, mulheres guerreiras, entre o ano de 2010 e 2013 teve uma forte equipe de handebol masculino, desde sua emancipação até 2011 teve também fortes equipes de futsal e futebol masculino, ambas modalidades sendo campeãs dos Jogos Escolares do Espírito Santo etapa regional, o HANDEBOL MASCULINO JUVENIL DE 2013 foi terceiro melhor colocado no Estadual dos Jogos Escolares, ficando atrás apenas da  escola João Bley do município de Castelo-ES e Colégio Castro Alves de Cariacica-ES, e em 2012 eles foram também 3.º colocados no Estadual dos Jogos na Rede também sediado em Guarapari, ficando atrás das escolas Job Pimentel de Mantenopolis-ES e João Bley de Castelo-ES. Trabalho muito forte feito pelo então técnico, José Ricardo da Silveira e auxiliares. O esporte rionovense também deve gratificações ao saudoso MARCOS FARIA, homem que contribuiu muito para o esporte do Município e também professor Michel Reis, que nunca mediu esforços para a formação de atletas no município.
Em 2012 Maria Emanuela Alves Pedroso, aos 28 anos, disputou as eleições para prefeita de Alto Rio Novo, cidade do interior do Espirito Santo, pelo Partido Democrático Trabalhista, vencendo o referido pleito com 36% dos votos. Foi a primeira mulher a assumir a prefeitura de Alto Rio Novo.
Emanuela exerceu o cargo por quatro anos, pelo então Partido Democrático Trabalhista. Em 2016, voltou a exercer um mandato de prefeita do município de Alto Rio Novo, cargo para o qual não foi reeleita.